# Divinity School (Oxford)
Divinity School je středověká budova a prostor v perpendicularním stylu v Oxfordu v Anglii, který je součástí Oxfordské univerzity. Postavena v letech 1427 až 1488, je nejstarší dochovanou účelovou budovou pro univerzitní použití, konkrétně pro přednášky, ústní zkoušky a diskuse o teologii. Už není pro tento účel používána, ačkoli Oxford nabízí teologická studia, která jsou umístěna v Theology Faculty Centre, 41 St Giles', Oxford.
Strop se skládá z velmi komplikovaného žebrového klenutí, navrženého Williamem Orchardem v roce 1480.
Budova je fyzicky připojena k Bodleyově knihovně (s knihovnou vévody Humphreyho v prvním patře), a je naproti Sheldonova divadla. Na druhém konci od vchodu do Bodleyovy knihovny vedou dveře do Convocation House (stavba 1634-7).